# Chvalynsk
Chvalynsk (rusky Хвалынск) je město v Saratovské oblasti Ruské federace. Leží na pravém břehu Saratovské přehrady na Volze ve vzdálenosti 230 kilometrů severovýchodně od Saratova. Při sčítání lidu v roce 2010 měl třináct tisíc obyvatel.
Město bylo založeno roku 1556, od roku 1780 používá současný název, odvozený od původních obyvatel, kterým se říkalo Chvalisové (bývají ztotožňování s Chazary, podle jiné teorie přišli z oblasti Chórezmu). Nedaleko se nachází Chvalynský národní park. Město je známé bohatými archeologickými nálezy z období eneolitu, podle kterých byla pojmenována chvalynská kultura.

## Rodáci
- Kuzma Sergejevič Petrov-Vodkin (1878–1939), malíř
- Vasilij Matvejevič Serov (1878–1918), revolucionář
- Viktor Michajlovič Černov (1873–1952), novinář a politik